# پرواز شماره ۱۳۴۴ ایر ایندیا اکسپرس
outline-width: 0px;
outline-style: solid;
outline-color: #777755FF;
top: خطای عبارت: نویسه نقطه‌گذاری شناخته نشده «۱»px; 
```
 left: 
خطای عبارت: نویسه نقطه‌گذاری شناخته نشده «۱»
px;
 background-color:transparent; color:inherit;
```

white-space: nowrap; top: خطای عبارت: نویسه نقطه‌گذاری شناخته نشده «۱»px; 
```
 left: 255.19110514294px; 
 width: fit-content;
 text-align: center; 
 transform: translateX(-50%) rotate(0deg);
```

background-color: transparent; color:inherit;">
پرواز شماره ۱۳۴۴ ایر ایندیا اکسپرس (اختصاری IX1344) یک پرواز مسافری برنامه‌ریزی شده بین‌المللی از دبی به مقصد کالیکوت بود که توسط ایر ایندیا اکسپرس انجام می‌شد. این هواپیما در ۷ اوت ۲۰۲۰ و در پی چندین تلاش ناموفق برای فرود، از مسیر باند فرود خارج شد و در یک ژرف‌دره با عمق ۹٫۱–۱۰٫۷-متر (۳۰–۳۵-فوت) سقوط کرد و در نهایت به دو نیم تقسیم شد. ۱۸ نفر از ۱۹۰ نفری که سوار بر این هواپیما بودند، از جمله هر دو خلبان، در پی این حادثه کشته‌شدند و این حادثه، پس از حادثهٔ پرواز ۸۱۲ در منگلور با ۱۵۸ کشته در سال ۲۰۱۰، به دومین واقعهٔ هوایی مرگبار مربوط به شرکت ایر ایندیا اکسپرس تبدیل شد.

## هواپیما و خدمه
هواپیما درگیر در این حادثه، یک بوئینگ ۷۳۷–۸۰۰ با شناسه ثبت هواگرد VT-AXH، شماره سریال تولیدکننده ۳۶۳۲۳ و شماره خط ۲۱۰۸ بود. نخستین پرواز این هواپیما در ۱۵ نوامبر ۲۰۰۶ انجام شد. در زمان حادثه، بیش از ۱۳ سال از عمر این هواپیما گذشته‌بود. خدمهٔ پروازی این هواپیما شامل کاپیتان دیپاک واسانت ساته، که پیش از پیوستن به ایر ایندیا، خلبان آزمایشی نیروی هوایی هند بود، کاپیتان اکیلش کومار، کمک خلبان پرواز، و چهار مهماندار می‌شد.

## پرواز و سقوط
هواپیمای این پرواز از خروجی E6 حرکت کرد و در ساعت ۱۴:۱۴ (یوتی‌سی +۴:۰۰) روز ۷ اوت ۲۰۲۰ (۷ اوت ۲۰۲۰، ساعت ۱۰:۱۴ یوتی‌سی) از باند ۳۰آر فرودگاه بین‌المللی دبی به پرواز درآمد و قرار بود در ساعت ۱۹:۴۰ آی‌اس‌تی (۷ اوت ۲۰۲۰، ساعت ۱۴:۱۰ یوتی‌سی) به‌عنوان یک پرواز مهاجرت معکوس در فرودگاه بین‌المللی کالیکوت در کالیکوت، کرالا بر زمین بنشیند. مسافران این پرواز که در پی دنیاگیری کروناویروس در خارج از کشور هند گرفتار شده‌بودند، قرار بود در قالب مأموریت ونده برات به این کشور بازگردانده شوند.

## سقوط
این هواپیما موفق شد تا در زمان مقرر به فرودگاه برسد. باند مشخص‌شده برای فرود هواپیما، باند شمارهٔ ۲۸ بود، اما با توجه به وزش باد همراستا با جهت پرواز، فرود خود را لغو کرد و همزمان با انتظار برای کسب اجازهٔ فرود، چند بار بر فراز باند فرود گردش کرد و در نهایت اقدام به فرود بر روی باند شماره ۱۰ کرد. در پی بارش‌های موسمی و جاری شدن سیل در کرالا در زمان فرود هواپیما، شرایط نامساعد جوی باعث کاهش میدان دید به ۲٬۰۰۰ متر شده بود. باند فرود شماره ۲۸ اشغال بود و خلبان در اولین تلاش برای فرود موفق به مشاهدهٔ باند نشده و درخواست استفاده از باند شماره ۱۰ را کرده بود. در دومین تلاش برای فرود در باند شماره ۱۰، هواپیما در نزدیکی خزشراه C، که در حدود ۱٬۰۰۰ متر (۳٬۲۸۱ فوت) با ابتدای این باند ۲۸۶۰ متری فاصله دارد، بر زمین نشست. تلاش برای متوقف کردن هواپیما پیش از پایان باند فرود ناموفق بود و این هواپیما پس از سقوط به عمق ۹٫۱–۱۰٫۷ متر (۳۰–۳۵ فوت) درهٔ انتهای باند، بر اثر برخورد به دو نیم تقسیم شد. پس از وقوع حادثه، هیچ آتش‌سوزی در محل گزارش نشد. این حادثه مشابه خروج پرواز ۸۱۲ ایر ایندیا اکسپرس از باند فرود بود که در ۲۲ مهٔ ۲۰۱۰ در فرودگاه بین‌المللی منگالور به وقوع پیوست و منجر به مرگ ۱۵۸ نفری شد که سوار بر هواپیما بودند.

## تلفات
افراد حاضر در این هواپیما شامل ۱۸۴ نفر مسافر، چهار نفر خدمهٔ کابین مسافران، و دو نفر خدمهٔ پرواز در کاکپیت خلبان بودند. تا تاریخ ۸ اوت، مرگ ۱۸ نفر (۱۶ مسافر و هر دو خلبان) در این حادثه تأیید شده‌است و بیش از ۱۰۰ نفر نیز زخمی شده‌اند.
| نوع قربانی‌ها | مجموع سواره‌ها | نجات‌یافته‌ها | تلفات |
| ------------ | ------------- | ----------- | ----- |
| مسافران      | ۱۸۴           | ۱۶۸         | ۱۶    |
| خلبان‌ها      | ۲             | ۰           | ۲     |
| خدمهٔ کابین   | ۴             | ۴           | ۰     |
| مجموع        | ۱۹۰           | ۱۷۲         | ۱۸    |

## پی‌آمدها

### امداد و نجات
نیروهای محلی پلیس و آتش‌نشانی برای عملیات ابتدایی نجات به محل حادثه اعزام شدند. آمیت شاه، وزیر امور مسکن هند، به نیروی ملی واکنش به فاجعه (NDRF) دستور داد تا در سریع‌ترین زمان خود را به محل حادثه رسانده و به عملیات نجات کمک کنند. تیم‌های واکنش اضطراری و تیم‌های GO، تیم‌های امدادرسانی ویژهٔ نیروی هوایی هند (که با نام «فرشتگان نیروی هوایی هند» نیز شناخته می‌شوند)، از کوچی، بمبئی و دهلی به محل سقوط هواپیما اعزام شدند. قربانیان حادثه در بیمارستان‌های مختلف کالیکوت تحت درمان و مراقبت‌های پزشکی قرار گرفتند.

### تحقیقات
عوامل اداره کل هواپیمایی کشوری، دفتر تحقیقات سوانح هوایی و اداره‌های امنیت پرواز برای بررسی و تحقیق در خصوص حادثه، به محل سقوط هواپیما آمدند.
ضبط صوت کاکپیت خلبان (CVR) و ضبط‌کنندهٔ داده‌های پرواز (FDR) یک روز پس از حادثه بازیابی شدند.

### غرامت
دولت هند و فرمانداری کرالا هر یک اعلام کردند که موقتاً مبلغ ۱۰ لک روپیه (۱۴٬۰۰۰ دلار آمریکا) برای خانواده‌های کشته‌شدگان با سن بالاتر از ۱۲ سال، ۵ لک روپیه (۷٬۰۰۰ دلار آمریکا) برای افراد زیر ۱۲ سال، ۲ لک روپیه (۲٬۸۰۰ دلار آمریکا) برای افراد با صدمهٔ جدی و ۵۰٬۰۰۰ روپیه (۷۰۰ دلار آمریکا) برای افرادی که دچار صدمات جزئی شده‌اند را به‌عنوان غرامت پرداخت خواهد کرد. همچنین اعلام شد که هزینه‌های درمانی برای افراد مجروح نیز از سوی دولت ایالتی تقبل خواهد شد.

### سرایت بیماری کووید-۱۹
آزمایش دو نفر از مسافران این پرواز برای کروناویروس ۲۰۱۹ بعداً مثبت اعلام شد. نیروی امنیتی صنعتی مرکزی (CISF) و اداره سلامت کرالا برای بررسی شیوع بیماری در میان مسافران و کارکنان امدادی، از آن‌ها خواستند تا برای آزمایش و رفتن به قرنطینه اقدام کنند.